# Nachal Gamla
Nachal Gamla (hebrejsky נחל גמלא) je vodní tok v Izraeli, respektive na Golanských výšinách okupovaných Izraelem od roku 1967.
Pramení poblíž hory Har Peres, na náhorní planině v jihovýchodní části Golanských výšin, v prostoru mezi dálnicí číslo 98 a takzvanou Ropnou silnicí, nedaleko vesnice Kešet. Směřuje pak k jihozápadu plochou odlesněnou krajinou. Míjí vesnici Jonatan. Poté, co mine lokální silnici 808, se prudce zařezává do podloží a vytváří úzké údolí. Zde se v kaňonu nachází nejvyšší vodopád v Izraeli o výšce 51 metrů. Je aktivní ovšem pouze v období dešťů. V létě je průtok příliš malý a voda jen prosakuje po kamenech. V okolí vodního toku jsou areály vegetace a žije tu populace dravého ptactva. Tento úsek údolí je začleněn do přírodní rezervace Gamla (na ni navazuje také přírodní rezervace Jehudija). Pak ústí poblíž starověké lokality Gamla do toku Nachal Dalijot, který jeho vody odnáší do Galilejského jezera.